# (7024) 1992 PA4
(7024) 1992 PA4 (1992 PA4, 1954 US, 1970 PB, 1987 SN25, 1987 UW3, 1995 DN13) — астероїд головного поясу, відкритий 2 серпня 1992 року.
Тіссеранів параметр щодо Юпітера — 3,194.